# نگهبانان (فیلم ۲۰۱۷ فرانسوی)
نگهبانان (فرانسوی: Les gardiennes‎) یک فیلم به کارگردانی زاویه بووا است که در سال ۲۰۱۷ منتشر شد. از بازیگران آن می‌توان به ناتالی بای، لورا اسمت و نیکولا ژیرو اشاره کرد.

## داستان
با ژانر درام داستان زنانی است که در جنگ های بزرگ برای کار کردن در مزرعه های خانوادگی کنار گذاشته میشوند و ...